# Arminia Bielefeld (Handball)
Arminia Bielefeld (offiziell: Deutscher Sportclub Arminia Bielefeld e.V.) ist ein Sportverein aus Bielefeld. Die erste Handballmannschaft der Männer spielte in den 1930er Jahren in der seinerzeit erstklassigen Gauliga Westfalen.

## Geschichte
Der Verein wurde am 3. Mai 1905 als 1. Bielefelder Fußballclub Arminia gegründet und nahm am 30. Januar 1926 seinen heutigen Namen an. Die Handballabteilung wurde im Jahre 1923 gegründet und erlebte in den 1930er Jahren ihre erfolgreichste Zeit. Im Jahre 1933 wurde die Mannschaft westfälischer Vizemeister hinter dem MSV Hindenburg Minden. In der sogenannten „Runde der Zweitplatzierten“ schlugen die Arminen zunächst den SV Kurhessen Kassel mit 12:9 und erreichten nach einem 6:3-Sieg beim TuS Jahn Werdohl das Endspiel. Hier unterlag die Mannschaft dem VfB 08 Aachen mit 4:8. Gleichzeitig qualifizierte sich die Arminia für die neu geschaffene, erstklassige Gauliga Westfalen. Zu den Leistungsträgern des Vereins zählte Franz Dierkes, der 1936 die Nominierung für die Olympischen Spiele in Berlin knapp verpasste. In den folgenden Jahren kam es zu Personalproblemen, da zahlreiche Spieler zur Wehrmacht eingezogen wurden. Die Bielefelder stiegen 1938 aus der Gauliga ab und mussten wegen des Zweiten Weltkrieges Anfang der 1940er Jahre den Spielbetrieb einstellen.
Nach Kriegsende nahmen die Handballer den Spielbetrieb schnell wieder auf, konnten trotz erfolgreicher Jugendarbeit nie an ihre Vorkriegserfolge anknüpfen. Während Vereine aus dem Bielefelder Stadtrand wie der TSV Altenhagen 03 oder der TuS Jöllenbeck höherklassigen Handball boten spielte die Arminia nur noch auf Kreisebene. Anfang der 1970er Jahre keimte nochmal Hoffnung auf, als die Jugendmannschaft Ostwestfalenmeister wurde. Allerdings wechselten die Spieler zu anderen Vereinen. Der ehemals große Einfluss der Handballabteilung im Gesamtverein schwand immer weiter. Zuletzt beklagte die Abteilung ihre Rolle als Stiefkind im Verein, bevor die Abteilung 1987 aufgelöst wurde. Der Landtagsabgeordnete Hans Feuß und der spätere Präsident der Arminia Jörg Zillies spielten Handball für Arminia Bielefeld.
In ihren erfolgreichsten Jahren spielten die Handballer von Arminia Bielefeld auf der Alm und begrüßten regelmäßig mehrere tausend Zuschauer. Eine Theorie besagt, dass der Handballer und Vereinsvorsitzende Karl Demberg Urheber des ungewöhnlichen Stadionnamens sei. Hintergrund ist Dembergs Zitat „Lasst sie man kommen, auf unserer Alm werden wir sie schon knicken!“. Die Handballabteilung hatte stets die Urheberschaft der Namensgebung für sich reklamiert und spielten am 26. Januar 1926 gegen SuS Osnabrück erstmals auf der Alm. Nach dem Krieg trugen die Handballer ihre Heimspiele auf dem Feld auf dem neben der Alm liegenden Westplatz aus, während im Hallenhandball die Almhalle genutzt wurde.